# Colonfay
Colonfay és un municipi francès situat al departament de l'Aisne i a la regió dels Alts de França. L'any 2022 tenia 72 habitants.

## Demografia

### Població
El 2007 la població de fet de Colonfay era de 68 persones. Hi havia 24 famílies de les quals 4 eren unipersonals (4 homes vivint sols), 12 parelles sense fills, 4 parelles amb fills i 4 famílies monoparentals amb fills.
La població ha evolucionat segons el següent gràfic:
Habitants censats

### Habitatges
El 2007 hi havia 35 habitatges, 25 eren l'habitatge principal de la família, 5 eren segones residències i 5 estaven desocupats. Tots els 35 habitatges eren cases. Dels 25 habitatges principals, 21 estaven ocupats pels seus propietaris i 4 estaven llogats i ocupats pels llogaters; 8 tenien tres cambres, 7 en tenien quatre i 10 en tenien cinc o més. 20 habitatges disposaven pel capbaix d'una plaça de pàrquing. A 14 habitatges hi havia un automòbil i a 11 n'hi havia dos o més.

### Piràmide de població
La piràmide de població per edats i sexe el 2009 era:
| Homes | Edats   | Dones |
| ----- | ------- | ----- |
| 0     | 95 o +  | 0     |
| 0     | 90 a 94 | 0     |
| 0     | 85 a 89 | 0     |
| 0     | 80 a 84 | 0     |
| 0     | 75 a 79 | 0     |
| 4     | 70 a 74 | 0     |
| 4     | 65 a 69 | 12    |
| 0     | 60 a 64 | 0     |
| 4     | 55 a 59 | 0     |
| 0     | 50 a 54 | 4     |
| 0     | 45 a 49 | 0     |
| 4     | 40 a 44 | 4     |
| 4     | 35 a 39 | 4     |
| 8     | 30 a 34 | 0     |
| 0     | 25 a 29 | 8     |
| 0     | 20 a 24 | 0     |
| 0     | 15 a 19 | 0     |
| 0     | 10 a 14 | 12    |
| 4     | 5 a 9   | 4     |
| 8     | 0 a 4   | 0     |

## Economia
El 2007 la població en edat de treballar era de 43 persones, 32 eren actives i 11 eren inactives. De les 32 persones actives 28 estaven ocupades (17 homes i 11 dones) i 4 estaven aturades (1 home i 3 dones). De les 11 persones inactives 4 estaven jubilades, 4 estaven estudiant i 3 estaven classificades com a «altres inactius».
Activitats econòmiques
Dels 2 establiments que hi havia el 2007, 1 era d'una empresa de fabricació d'altres productes industrials i 1 d'una empresa de construcció.
L'únic servei als particulars que hi havia el 2009 era un paleta.
L'any 2000 a Colonfay hi havia 4 explotacions agrícoles.

## Poblacions més properes
El següent diagrama mostra les poblacions més properes.